# 124 TCN
Năm 124 TCN là một năm trong lịch Julius. 